# Lanzo Torinese
Lanzo Torinese (Lans in piemontese e in francoprovenzale) è un comune italiano di 5 037 abitanti della città metropolitana di Torino in Piemonte.
Si trova all'imbocco delle Valli di Viù, di Ala, e Grande, che prendono collettivamente il nome di Valli di Lanzo, e fa parte dell'Unione dei comuni montani delle Valli di Lanzo, Ceronda e Casternone, che ha sede a Ceres.

## Geografia fisica

### Territorio
Lanzo si trova ai piedi delle Alpi Occidentali (sezione Alpi Graie). Il centro storico della città è costruito sul monte Buriasco, mentre il resto dell'abitato si trova più in basso. È attraversato dal fiume Stura, e dai torrenti Tesso ed Uppia.

### Clima
- Classificazione climatica: zona F, 3197 GG

| Lanzo Torinese                     | Mesi  | Mesi | Mesi | Mesi | Mesi | Mesi  | Mesi  | Mesi | Mesi  | Mesi | Mesi | Mesi  | Stagioni | Stagioni | Stagioni | Stagioni | Anno |
| Lanzo Torinese                     | Gen   | Feb  | Mar  | Apr  | Mag  | Giu   | Lug   | Ago  | Set   | Ott  | Nov  | Dic   | Inv      | Pri      | Est      | Aut      | Anno |
| ---------------------------------- | ----- | ---- | ---- | ---- | ---- | ----- | ----- | ---- | ----- | ---- | ---- | ----- | -------- | -------- | -------- | -------- | ---- |
| T. max. media (°C)                 | 6     | 8    | 13   | 17   | 21   | 25    | 28    | 27   | 23    | 17   | 11   | 7     | 7        | 17       | 26,7     | 17       | 16,9 |
| T. min. media (°C)                 | −3    | −1   | 2    | 6    | 10   | 14    | 16    | 16   | 13    | 7    | 2    | −2    | −2       | 6        | 15,3     | 7,3      | 6,7  |
| Precipitazioni (mm)                | 41    | 53   | 77   | 104  | 120  | 98    | 67    | 80   | 70    | 89   | 76   | 42    | 136      | 301      | 245      | 235      | 917  |
| Umidità relativa media (%)         | 75    | 75   | 67   | 72   | 75   | 74    | 72    | 73   | 75    | 79   | 80   | 80    | 76,7     | 71,3     | 73       | 78       | 74,8 |
| Eliofania assoluta (ore al giorno) | 4     | 4    | 5    | 6    | 6    | 7     | 8     | 7    | 6     | 5    | 4    | 4     | 4        | 5,7      | 7,3      | 5        | 5,5  |
| Vento (direzione-m/s)              | SSW 1 | E 1  | E 1  | E 1  | E 1  | ENE 1 | ENE 1 | E 1  | ENE 1 | E 1  | E 1  | SSW 1 | 1        | 1        | 1        | 1        | 1    |

1. ↑  Dati medi degli ultimi 30 anni, opportunamente desunti dai dati della stazione meteorologica di Torino Caselle[6]

## Origini del nome
Le origini del nome Lanzo sono incerte. Secondo Milone l'etimologia deriverebbe dalla forma a lancia (da qui lanceum) del borgo, anche se l'omonimia con altri due comuni francesi oltre il Moncenisio, Lanslebourg e Lanslevillard rende dubbia questa origine.
Secondo altre fonti, invece, il nome Lanzo deriva dalla parola tedesca Lanzman, che nell'antichità significava "paese", e che pare fosse una sorta di saluto che i soldati tedeschi si scambiavano tra di loro. Il nome Lanzo potrebbe anche derivare dal tedesco lands freies ("terre libere").
Il termine "Lanzo", che compare nel Diploma di Occimiano (che ne confermava il possesso al vescovo di Torino) come de Lances, diventa, nel 1203, Delancius, nel 1211 Lanz, e nel 1296 Lanzeus.

## Storia

### Dall'antichità alla fine del Medioevo
Lanzo fu centro politico ed amministrativo molto importante sin dalle prime testimonianze che si hanno su di esso: pare che già in epoca romana, i pascoli ubertosi che si potevano trovare nella zona, attrassero coloni che costruirono delle abitazioni in cima al Monte Buriasco. Il nome di Lanzo si trova indicato in un atto del 9 luglio 1029 con il quale il vescovo di Asti dota il monastero di San Giusto di Susa di molti beni tra cui dei terreni nella zona del mathiese ove sorgeva il borgo lanzese. Nel 1159 Federico Barbarossa, con il Diploma di Occimiano, conferma a Carlo I, vescovo di Torino, tutte le terre già in possesso della diocesi di Torino, tra cui, appunto, la Curtis del Lancia ("corte di Lanzo").
Il castello di Lanzo fu costruito da Landolfo, vescovo di Torino dal 1011 al 1037. Era circondato da una cinta muraria, con alcune porte fortificate che permettevano l'accesso al borgo; questo era attraversato da una via, detta contrada, la quale collegava il castello alla porta principale. Dalla contrada si dipartiva, trasversalmente, una serie di strette viuzze chiamate chintan-e (alcune ancor oggi esistenti), talvolta sormontate da archi e lunghi voltoni che le fanno somigliare a gallerie pedonali e, parallelamente alla contrada, sia verso Torino che verso Germagnano, si snodavano due strade strette, che correvano sulla sommità delle mura di difesa, conosciute come "Strade di Corserio".

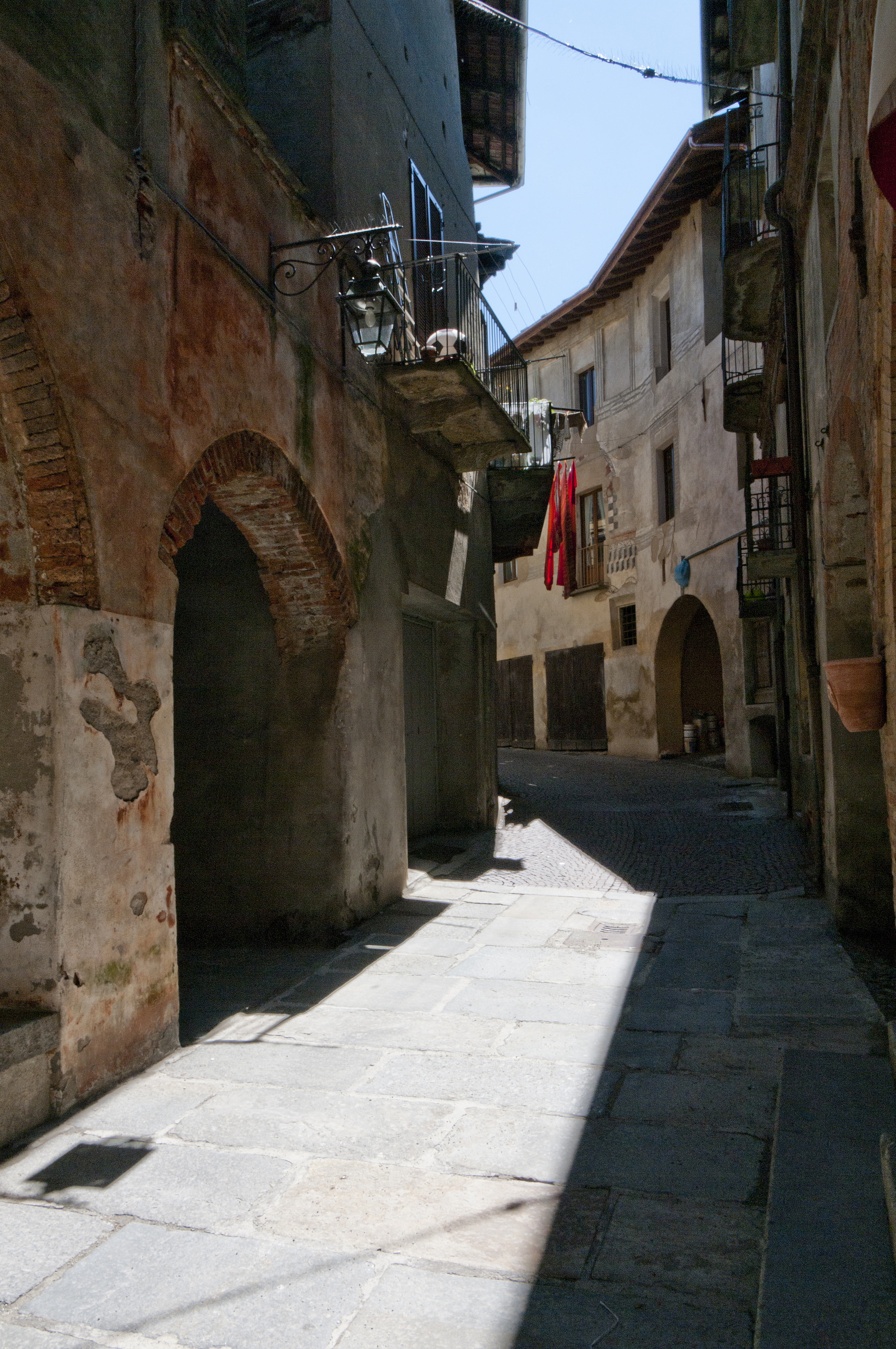
Via San Giovanni Bosco, l'antica contrada del Borgo. A sinistra l'imbocco di una delle chintan-e.

Successivamente, con vari toponimi, diventa, con alcuni borghi delle Valli, feudo di diverse casate: il primo signore di Lanzo di cui si ha memoria scritta è un tale Robaldo, i cui successori, tra cui Abbone, Giacomo e Giovanni, ricevettero il 15 gennaio 1219 il beneficio di tenere a Lanzo il mercato settimanale del martedì in cambio della terza parte dei proventi dello stesso.
Il 7 novembre 1246 l'imperatore Federico II concesse a Tommaso II di Savoia varie parti del Piemonte, tra le quali le città di Ivrea, Castellamonte e Lanzo, consentendogli di costruire castelli e torri nei luoghi che gli sembrassero più consoni. Tale concessione venne poi ribadita da Guglielmo il Grande del Monferrato allo stesso Tommaso, costringendo il Vescovo di Torino ad accettare tale decisione. Il principe Tommaso ne fece dono al fratello Amedeo IV di Savoia, il quale lo investì come signore di Lanzo.
Sotto il governo della marchesa Margherita, vedova del marchese Giovanni I del Monferrato, e figlia di Amedeo IV di Savoia, signora di Lanzo, Cirié e Caselle, nel 1305 Lanzo divenne una castellania, con tutti i privilegi che ciò prevedeva, tra i quali la Credenza, e l'esonero per i lanzesi dal partecipare alla guerre al di là dei monti. Alla sua morte, avvenuta per la peste nera nel 1349, non avendo eredi maschi, Lanzo passò a Teodoro Paleologo, che lo trasmise alla figlia Violante, sposa di Aimone,e quindi, definitivamente, alla Casa di Savoia con Amedeo VI. Proprio nel 1377, sotto la guida del Conte Verde, la Credenza di Lanzo fece erigere il Ponte del Diavolo in modo da permettere l'apertura di una via rapida tra Torino e Lanzo senza dover passare per le terre canavesane, allora non più sotto il controllo diretto dei Savoia.
In seguito alle guerre franco-spagnole combattute in Italia nella prima parte del cinquecento, quando Carlo III fu costretto alla fuga a Vercelli carico di debiti, furono i lanzesi che dovettero pagare i 4000 scudi d'oro di riscatto, ai Medici di Firenze, per la sua liberazione. Quando però i francesi occuparono il Piemonte verso la metà del secolo XVI il castello di Lanzo, considerato uno dei più importanti del Piemonte, venne assediato, espugnato il 28 novembre 1551, e successivamente distrutto (1556-1557) dal duca Carlo di Brissac, eccezion fatta per la porta di accesso al borgo, ancor oggi esistente e ben conservata: torre civica di Aymone di Challant.

### Dal Medioevo all'Ottocento
In seguito alla pace di Cateau-Cambrésis il borgo tornò in mano ai Savoia con Emanuele Filiberto (1559): costui affidò la castellania ai Provana e, nel 1577, a sua figlia (naturale) Maria, sposa di Filippo I d'Este, dei marchesi di San Martino in Rio, insieme a tutte le Valli, eccezion fatta per Lemie ed Usseglio. In tale occasione Lanzo venne eretta a marchesato. Il governo degli Este fu rovinoso per Lanzo, che perdette molti privilegi nei confronti dei paesi limitrofi, come quello di ottenere il dazio per ogni persona che transitava sul ponte del Diavolo, che all'epoca era l'unica strada di collegamento tra Torino e le Valli.
In seguito all'assedio di Torino ed alla vittoria piemontese sui francesi, Vittorio Amedeo II, per ripianare i debiti del ducato, nel 1720 dichiarò nulle tutte le concessioni ottenute dai lanzesi negli anni passati, esautorò gli Estensi dal loro feudo e, dopo averle suddivise in castellanie, vendette le sue terre al migliore offerente. Fu così che il 1º luglio 1725 il marchesato di Lanzo venne venduto al conte Giuseppe Ottavio Cacherano Osasco della Rocca per 65000 lire. Il Cacherano fondò l'ospedale di Lanzo, costruito nel borgo vecchio in sostituzione dell'ospizio trecentesco in funzione nell'attuale chiesa di Santa Croce. Alla sua morte, il feudo passò al nipote, e, nel 1792, non essendoci altri eredi, tornò alla Curia regia.
In seguito alla Rivoluzione francese, nel 1798 Carlo Emanuele IV decise di abbandonare i suoi territori in Piemonte per rifugiarsi in Sardegna e Lanzo passò prima in mano francese, poi in mano austriaca, occupato, infine, dai russi di Suvorov. In seguito alla battaglia di Marengo, il Piemonte tornò in mano francese, e Lanzo divenne capoluogo di arrondissement, poi declassato a capo distretto (mandamento). Fu nel 1820 che venne costruito il ponte sul Tesso su progetto dell'ing. Mosca, permettendo un transito più agevole e sicuro attraverso il borgo e verso le Valli.

### Dall'Ottocento ai giorni nostri

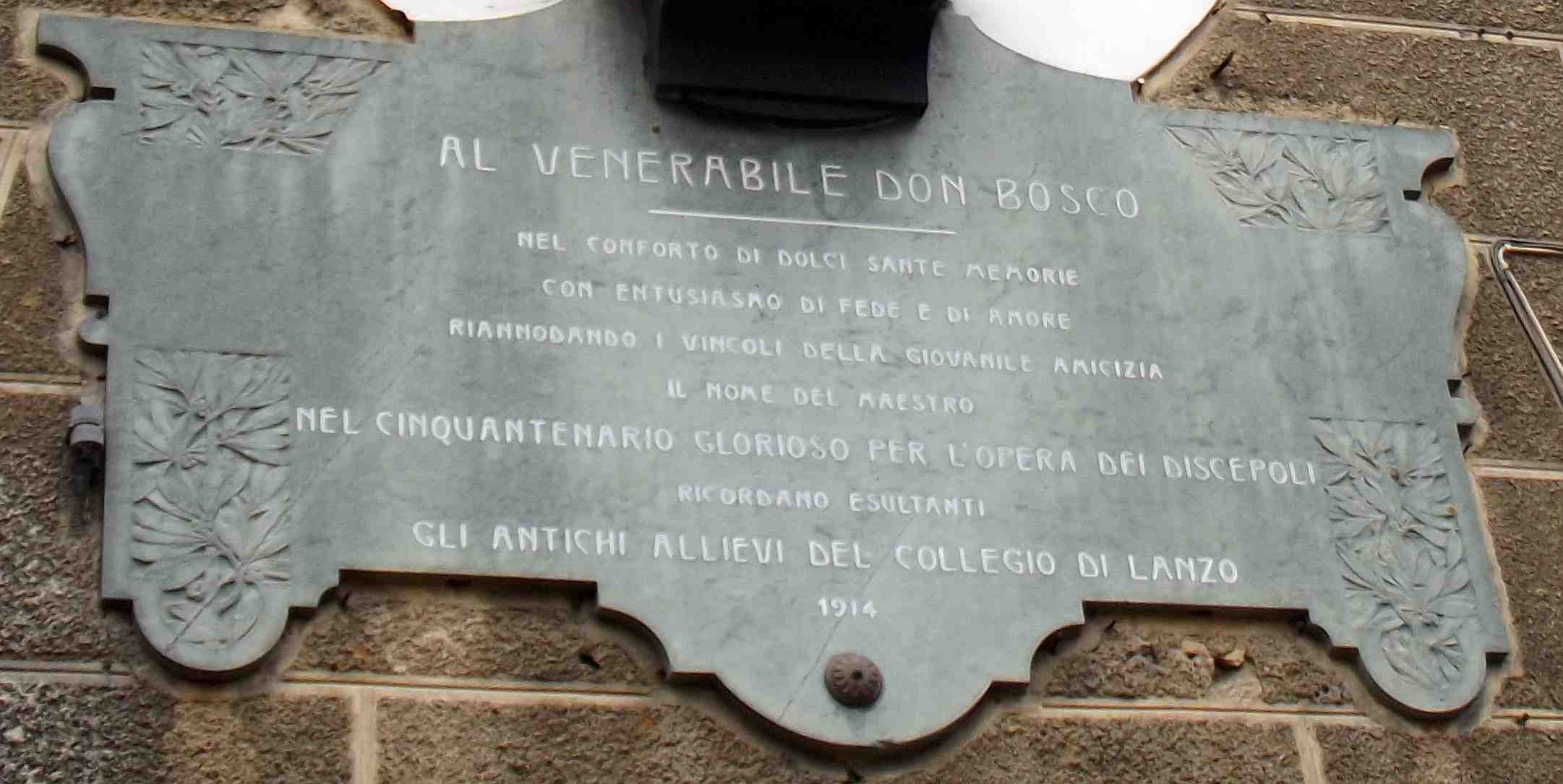
La lapide dedicata a don Bosco nel 1914, cinquantenario della fondazione del collegio, posta sulla facciata dell'edificio

Nella seconda metà dell'Ottocento, sotto il regno di Vittorio Emanuele II, da centro prettamente agricolo e commerciale, Lanzo divenne una meta di villeggiatura per molti cittadini torinesi; questa vocazione turistica si accrebbe via via, dapprima con la costruzione della strada verso Torino (attuale SP1), e in seguito con l'arrivo della ferrovia, il 6 agosto 1876. A testimonianza di questa nuova vocazione vi sono le numerose residenze di villeggiatura edificate in quel periodo, coincidente, pressappoco, con l'insediamento nel territorio delle prime manifatture meccaniche, tessili e cartarie.
Nella seconda metà dell'Ottocento, Lanzo vide la presenza, tra le sue vie, di due dei "santi sociali" torinesi dell'epoca. Nel 1864 don Bosco, vi fondò, sui resti del vecchio monastero benedettino in abbandono, che aveva preso il posto dell'antico fortilizio in cima al monte Buriasco, il primo oratorio per ragazzi al di fuori di Torino; in esso avviò corsi professionali per dare maggiori prospettive di lavoro ai giovani delle Valli.
A Lanzo operò anche San Giuseppe Benedetto Cottolengo, la cui presenza fu testimoniata, fino alla fine del '900, dalla Piccola casa della Divina Provvidenza di Lanzo.
Negli stessi anni la cittadina conobbe l'opera di un altro illustre uomo di Chiesa: Federico Albert, parroco di Lanzo dal 1852 al 1876, proclamato beato nel 1984: egli fondò l'asilo infantile, l'orfanotrofio per le fanciulle, e, nel 1866, l'educandato femminile, per preparare le ragazze a diventare maestre. Fu lo stesso Albert a convincere don Bosco..
Dopo l'unità d'Italia le sorti di Lanzo seguirono quelle dell'Italia: molti giovani lanzesi vennero mandati nelle trincee del Carso nella prima guerra mondiale, Al termine della guerra nei pressi della stazione ferroviaria venne edificato il monumento ai caduti.
Durante la seconda guerra mondiale, in seguito all'armistizio dell'8 settembre, le forze nazifasciste che occupavano il nord Italia installarono un presidio nel collegio Salesiano; da lì, in posizione dominante, potevano controllare le vie di accesso alle Valli, in cui si formarono, come nel resto della regione, brigate partigiane, tra cui l'11ª Brigata Garibaldi "Gardoncini". Il 26 giugno 1944, sull'onda del progressivo avanzamento degli alleati, i partigiani tentarono senza successo di liberare il paese dai tedeschi e dai repubblichini nella "battaglia di Lanzo".
Solo il 26 aprile 1945 la guarnigione tedesca che occupava il collegio si arrese, grazie alla mediazione del vicario parrocchiale, teologo Frasca, e del direttore del collegio salesiano, don Ulla. Nel 1976, per il sostegno dato alla lotta di liberazione, Lanzo è stata insignita della Medaglia d'argento al Valor Militare.

### Cronistoria
Queste sono alcune delle date più importanti della storia di Lanzo Torinese:
- 1011-1037 - Costruzione del castello di Lanzo
- 1159 - Citazione del nome di Lanzo nel diploma di Occimiano
- 15 gennaio 1219 - Primo mercato settimanale del martedì
- 1357 - La torre civica di Aymone di Challant viene terminata
- 1378 - Il ponte del Diavolo viene ultimato
- 28 novembre 1551 - Il borgo ed il castello vengono occupati dai francesi comandati dal maresciallo Brissac
- 1557 - Il castello di Lanzo viene completamente distrutto
- 1679 - Invenzione del grissino
- 1876 - La ferrovia raggiunge il comune valligiano
- 26 aprile 1945 - Liberazione di Lanzo dai nazi-fascisti
- 30 settembre 1984 - Beatificazione di Federico Albert, parroco di Lanzo dal 1852 al 1876

### Simboli

#### Stemma
Lo stemma di Lanzo, riconosciuto con D.P.C.M. del 4 febbraio 1961, reca la croce sabauda argentata in campo rosso, il braccio orizzontale della croce è attraversante su due frecce, una per lato, che ne ricordano l'origine del nome, ed è così blasonato: 
"Di rosso, alla croce d'argento accostata (attraversante) lateralmente da due frecce dello stesso con le punte in alto. Corona di città".
Nel 1913 troviamo lo stemma storico blasonato di rosso, a due lance d'oro, colla croce d'argento attraversante.

#### Gonfalone
Il gonfalone è stato conferito al Comune di Lanzo con decreto del presidente della Repubblica del 16 marzo 1961; è stato poi modificato nel 2001, in seguito al conferimento al comune del titolo di città. Esso consiste di un:
"drappo partito di bianco e di rosso e caricato dello stemma comunale con l'iscrizione centrata in oro: CITTÀ DI LANZO TORINESE. Le parti di metallo ed i cordoni sono dorati. L'asta verticale è ricoperta di velluto dai colori del drappo, alternati, con bullette dorate poste a spirale. Nella freccia è rappresentato lo stemma del comune e sul gambo inciso il nome. Cravatta e nastri tricolorati dai colori nazionali frangiati d'oro".

## Monumenti e luoghi d'interesse

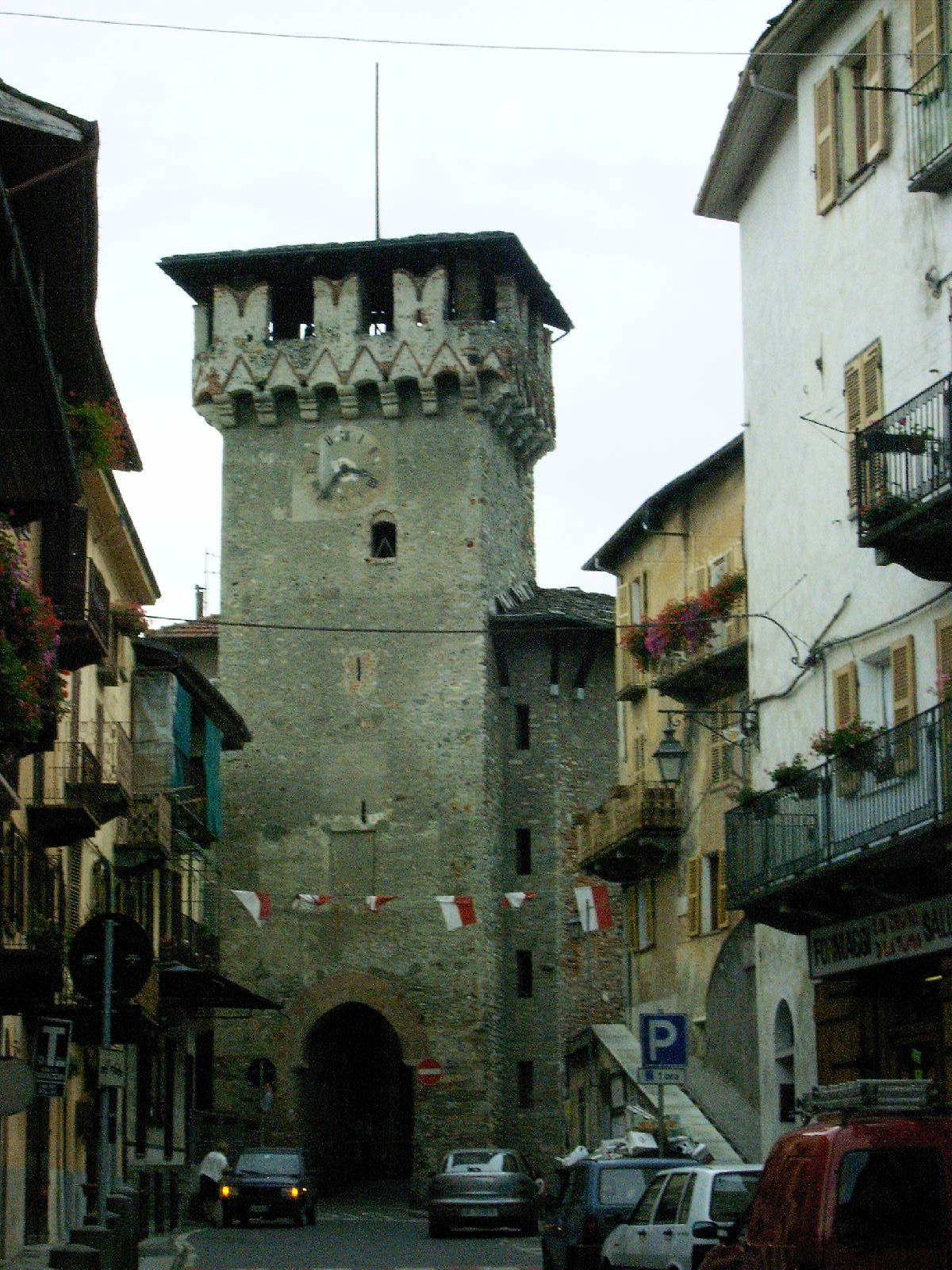
La torre civica di Aymone di Challant

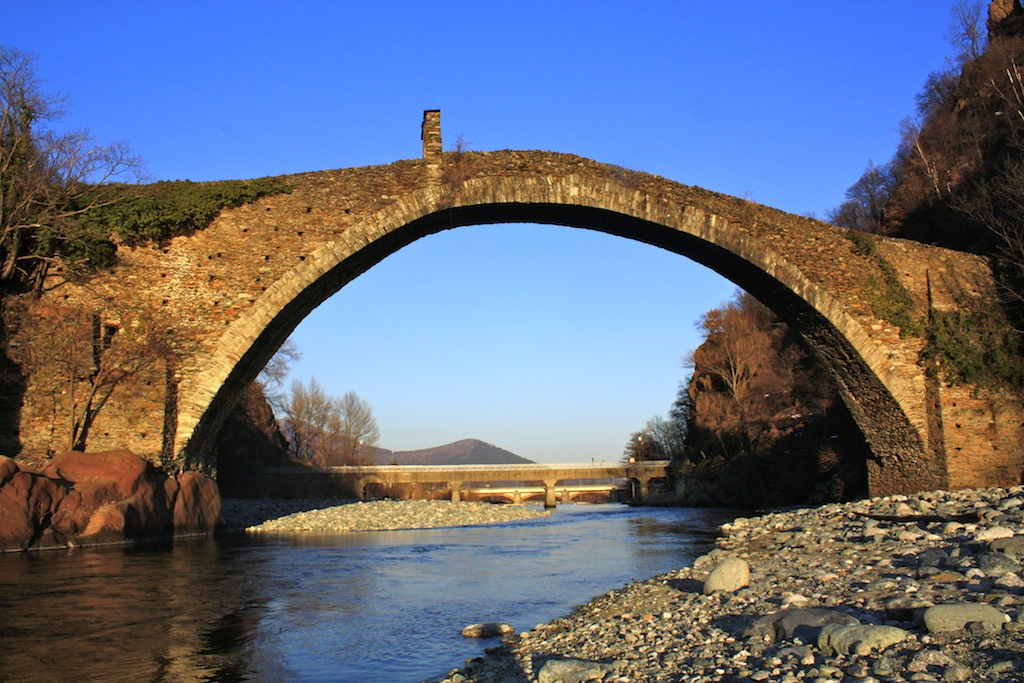
Il ponte del Diavolo sulla Stura di Lanzo

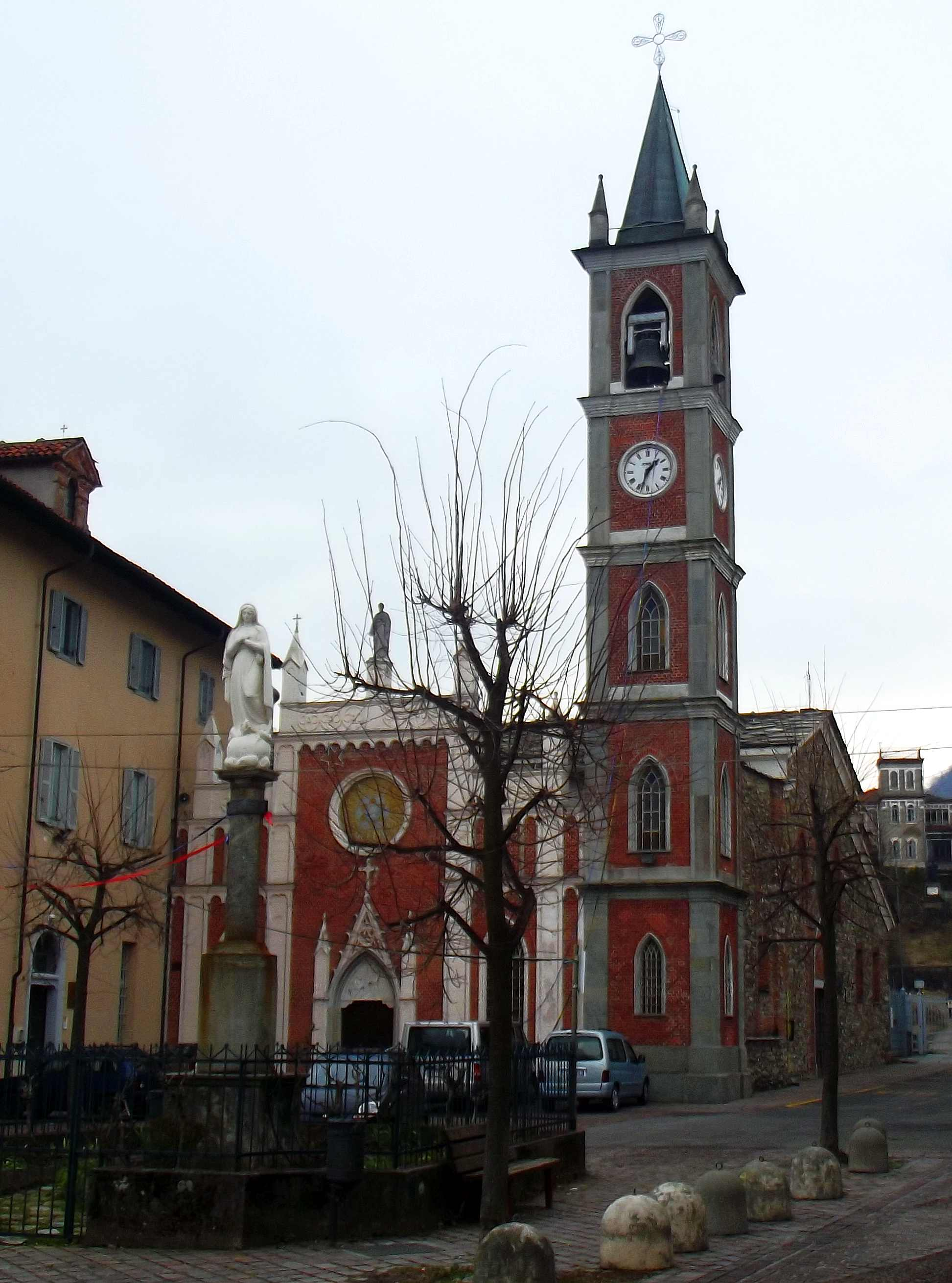
Chiesa di San Pietro in Vincoli

### Architetture religiose

#### Chiesa parrocchiale di San Pietro in Vincoli
La Chiesa di San Pietro in Vincoli è la chiesa Parrocchiale. L'originale cappella, di epoca medievale, fu fatta demolire nella prima metà del Cinquecento per far sì che l'adiacente castello fosse più isolato e, quindi, più difendibile. Demolito quest'ultimo dai francesi, la chiesa venne riedificata sullo stesso sedime della precedente. Dal 1984 la Parrocchia di Lanzo è stata affidata dal fu Cardinale Ballestrero, arcivescovo di Torino, all'ordine Salesiano.

#### Chiesa di Santa Maria del Borgo
Situata nel mezzo del borgo, la Chiesa di Santa Maria divenne la Parrocchiale di Lanzo quando l'edificio titolare, quello di San Pietro in Vincoli, venne demolito (vedi paragrafo precedente).

#### Chiesa di Santa Croce
La Chiesa di Santa Croce, posta nella parte bassa di Lanzo, è l'edificio religioso più antico della cittadina ad oggi esistente. I suoi numerosi stili architettonici testimoniano dei vari rimaneggiamenti subiti nel tempo.

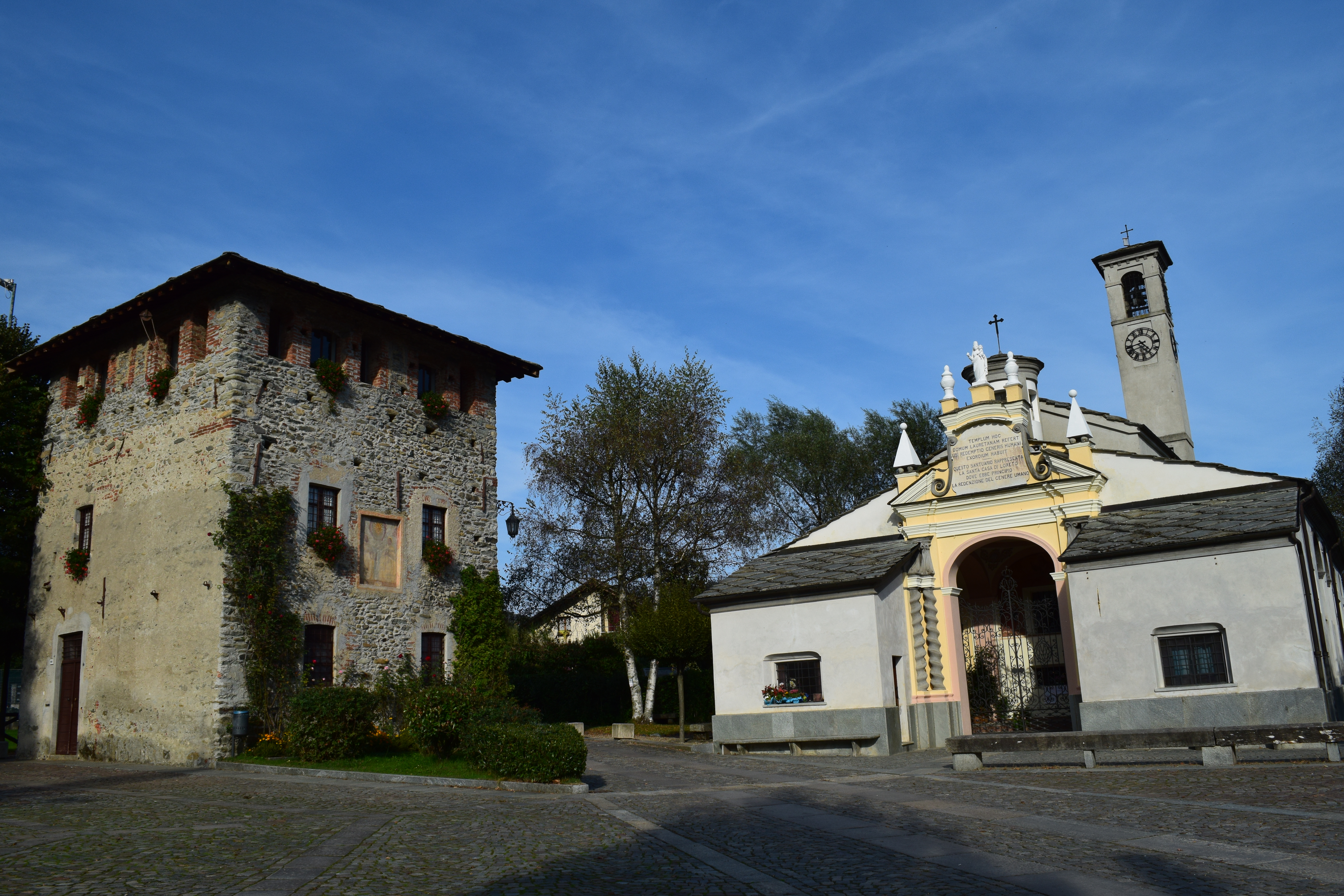
Il santuario di Loreto col torrione

#### Santuario di Loreto
Il Santuario fu costruito in pochi mesi, nel 1618, prendendo come modello la Santa Casa di Loreto. La vedova del marchese del Monferrato, Margherita di Savoia, pose la prima pietra del porticato che circonda la chiesa, e fece dono alla cappella di una statua in legno della Madonna nera. Il santuario custodisce la Via Crucis dell' artista Carlo Rapp posizionata originariamente nella chiesa del collegio salesiano San Filippo Neri.
Accanto al santuario sorge una massiccia costruzione, di epoca medievale, che serviva da abitazione per gli eremiti che custodivano la chiesa; l'ultimo di essi, che visse nella seconda parte dell'Ottocento, fu il lanzese Vallino.

#### Eremo di Lanzo Torinese

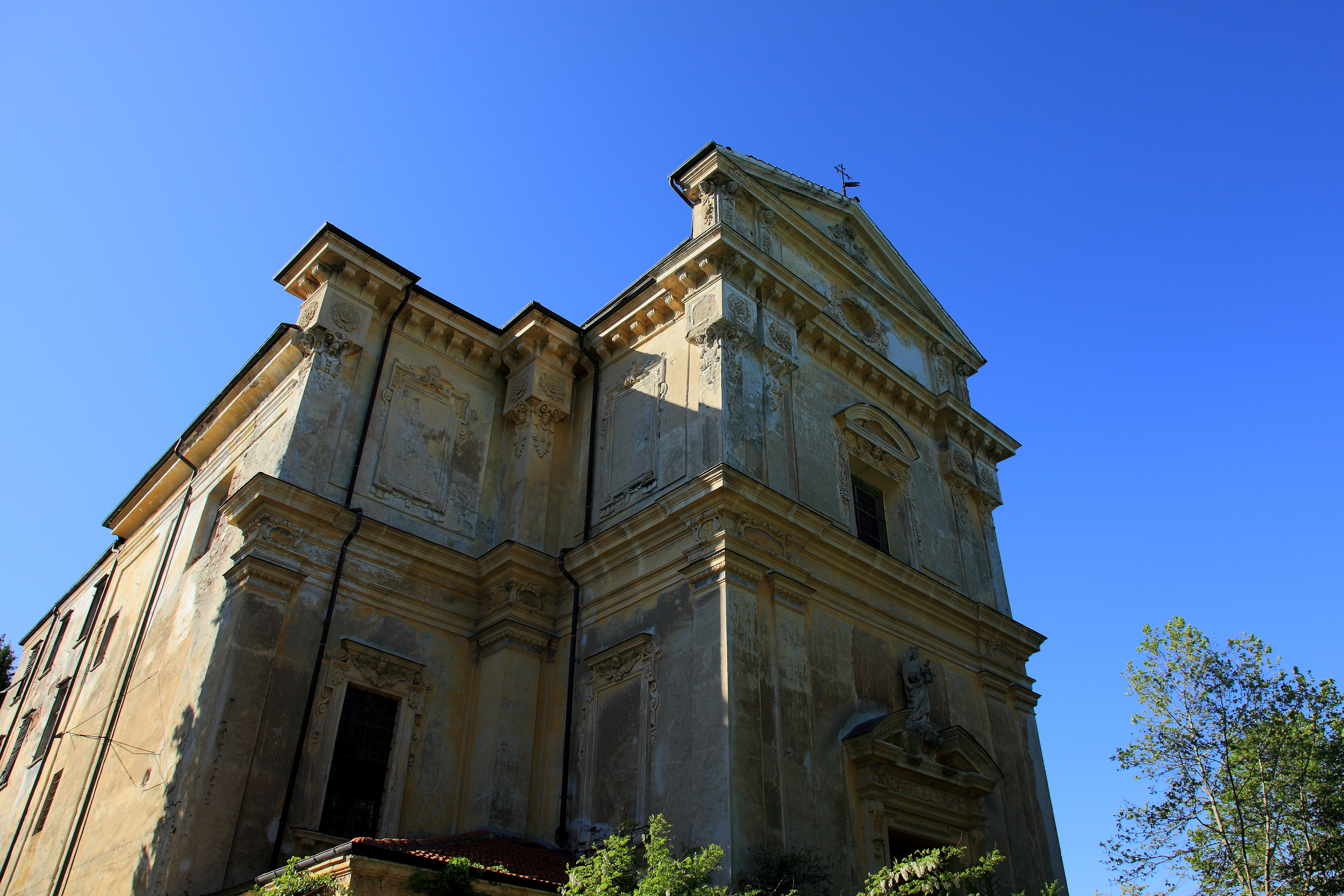
La chiesa dell'eremo di Lanzo

L'Eremo di Lanzo fu un edificio ospedaliero costruito su progetto dell'ingegnere Francesco Lanfranchi, a partire dal 1661, tra Lanzo e Balangero. La maestosità dell'edificio era tale che venne incluso nell'opera Theatrum Statuum Sabaudiae; il progetto prevedeva la costruzione di una grande chiesa con la facciata rivolta verso Torino, grandi porticati nel retro della stessa, sui quali affacciavano gli spazi di clausura, i parlatori, la foresteria, il chiostro, l'infermeria ed i giardini. Le celle erano strutturate come piccole casette indipendenti con un giardino cintato disposte in file di quattro.
L'ospedale "Eremo di Lanzo" venne riconvertito a residenza sanitaria assistenziale nel 1995 per essere poi definitivamente chiuso nel 2013. Attualmente è in stato di completo abbandono.

### Architetture civili

#### Ponte del Diavolo
Il Ponte del Diavolo, o Ponte del Ròch ("pietra" in piemontese), fu edificato nel 1378 per collegare Lanzo e le sue valli con Torino, superando la Stura, e permettendo così di evitare sia il passaggio da Balangero, Mathi e Villanova, territori governati dai Savoia principi di Acaja, e sia da Corio, che era feudo dei marchesi del Monferrato, entrambi ostili ai Conti di Savoia (ramo francese).
Il nome del ponte deriva dalla leggenda secondo la quale fu il diavolo in persona a costruirlo, dopo che per ben due volte ne era stato edificato uno, entrambe le volte crollato. In cambio il diavolo si sarebbe appropriato dell'anima del primo 'essere vivente' che transitasse sul ponte: per questo venne fatto passare un cagnolino. Il diavolo, adiratosi, avrebbe sbattuto violentemente le sue zampe sulle rocce circostanti formando le cosiddette "Marmitte dei Giganti".

### Architetture militari

#### Torre civica di Aymone di Challant
La torre civica di Lanzo (1329-1357) porta il nome di Aymone di Challant, suo costruttore, giunto a Lanzo al servizio di Margherita di Savoia. In epoca medievale la torre era fornita di ponte levatoio e non aveva copertura. Sulla sommità è posta la campana del comune, e sulla facciata erano raffigurati gli stemmi dei Savoia e degli Estensi, signori della città.

### Altro

#### Piazza Gallenga
In fondo alla scalinata attigua alla torre civica vi è piazza Gallenga, chiamata piasa Granda (piazza Grande) dai lanzesi. Tra il Quattrocento ed il Cinquecento divenne la piazza principale della vecchia Lanzo, e si trovava al di fuori delle mura del castello. Nel 1561, quando il Duca Emanuele Filiberto visitò Lanzo per riprendere il possesso dei suoi territori, in seguito alla vittoria di San Quintino e alla successiva pace di Cateau-Cambrésis (1559), la piazza venne addobbata da archi di trionfo formati da rami coperti da foglie (da cui il nome di piazza della Frascata).
Nel periodo della Rivoluzione francese, vi fu piantato l'albero della libertà.
Il nome attuale si rifà alla famiglia Gallenga, benemerita famiglia lanzese dell'Ottocento, che fondò l'Opera Pia Gallenga a favore dei poveri del paese. L'ultima Gallenga fu la moglie di Agostino Usseglio, nonno di Leopoldo Usseglio, sindaco di Torino e storico di Lanzo, morto nel 1919.

### Aree naturali

#### Parco del Ponte del Diavolo
La zona circostante il ponte del Diavolo, su proposta di Augusto Cavallari Murat, venne istituita come area protetta, col nome di "Parco comunale Ponte del Diavolo", nel 1977. Il parco si estende su un'area complessiva di circa 30 ettari, ed ha le seguenti finalità:
- tutelare le caratteristiche naturali, paesaggistiche e storiche dell'area, anche mediante interventi di riqualificazione ambientale;
- conservare gli aspetti culturali ed architettonici presenti nel luogo, garantendone il recupero e la valorizzazione;
- salvaguardare gli elementi geologici presenti, con particolare riferimento alle formazioni denominate "marmitte dei giganti";
- organizzare il territorio per la fruizione a fini ricreativi, didattici e culturali[36].

Dopo essere stata trasformata in riserva naturale, l'area è stata affidata all'Ente di gestione del Parco regionale La Mandria e dei Parchi e delle Riserve naturali delle Valli di Lanzo con L.R. 27 del 14 giugno 1993 e fa parte della zona di salvaguardia della Stura di Lanzo.

#### Marmitte dei Giganti

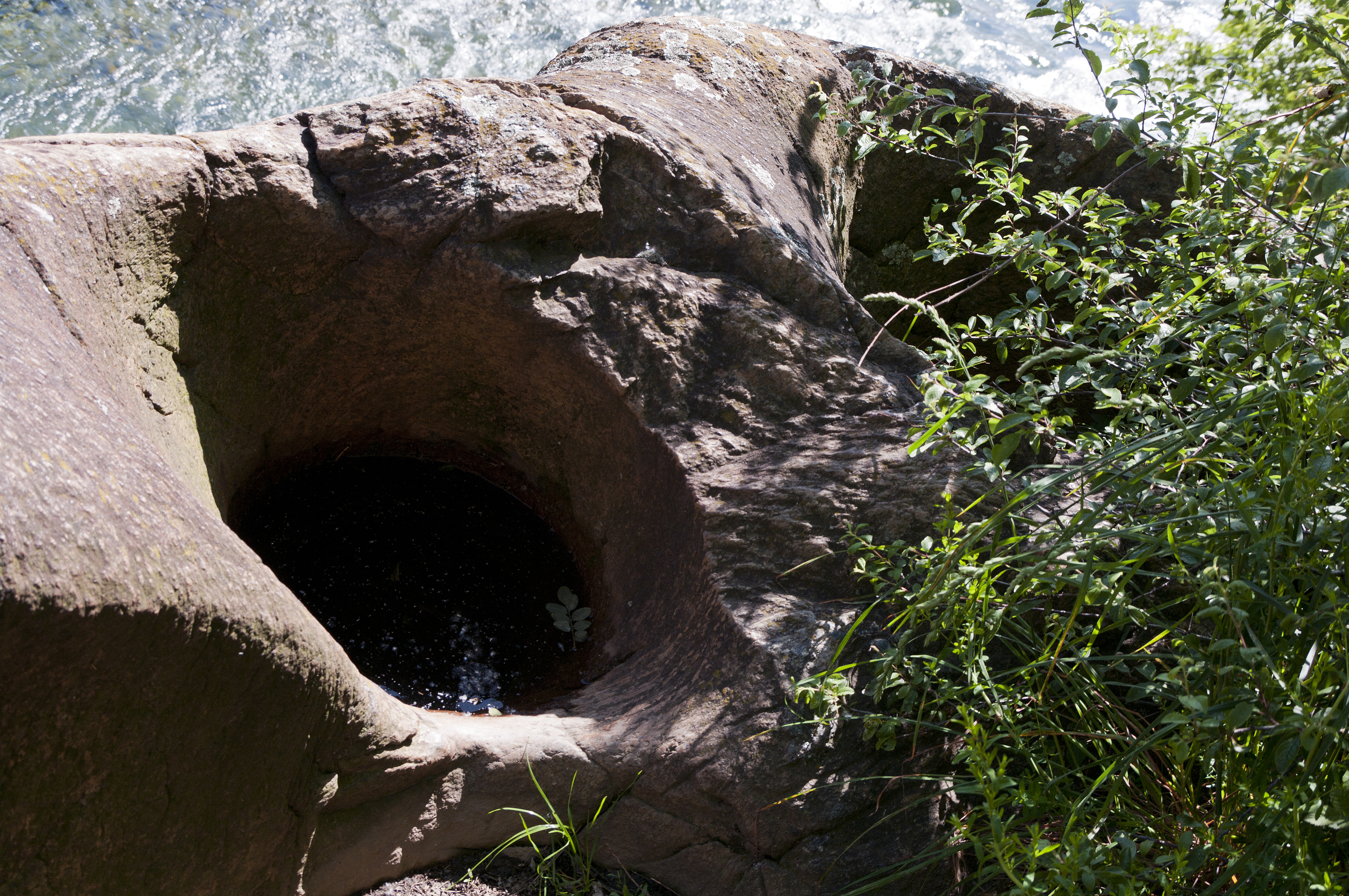
Due delle Marmitte dei Giganti nei pressi del ponte del Diavolo

Le Marmitte dei Giganti sono fenomeni di erosione dovuti all'azione vorticosa che l'acqua ha sulle rocce che trova lungo il suo passaggio. In corrispondenza del ponte del Diavolo di Lanzo, ed in particolare nei pressi della cappella dedicata a San Rocco (presso l'imbocco dal lato di Lanzo del ponte), se ne contano 21, disposte su 18 metri di dislivello. Furono studiate per la prima volta dal professor Francesco Virgilio dell'Università di Torino nel 1882. Le marmitte più piccole, poste ad un livello superiore, sono ormai all'asciutto mentre la "Marmitta Grande" è ancora in parte immersa nell'acqua. Per il folklore popolare le "Marmitte dei Giganti" sarebbero le pentole in cui il diavolo avrebbe cucinato la minestra necessaria ai suoi aiutanti, per la costruzione del ponte.

## Società

### Evoluzione demografica
Con una popolazione di 5 157 abitanti, Lanzo è il comune più popoloso della zona nord della città metropolitana di Torino a nord di Cirié, al 62º posto dei comuni più popolosi della stessa ex provincia. Il tasso di natività è del 10,3% (collocandola al 10º posto dell'ex provincia) e l'età media è di 45,6 anni
Abitanti censiti

### Etnie e minoranze straniere
Secondo i dati ISTAT al 31 dicembre 2016 i cittadini stranieri residenti a Lanzo Torinese erano 401. Le nazionalità maggiormente rappresentate erano::
- Romania: 222
- Albania: 60

### Religione
Come nel resto d'Italia, la maggior parte della popolazione appartiene alla Chiesa cattolica; a Lanzo è presente una sola parrocchia, quella di San Pietro in Vincoli, ma le messe festive vengono celebrate anche nelle chiese di Santa Lucia, di Santa Maria del Borgo, di Santa Croce e presso il santuario di Loreto. A Lanzo sono presenti due confraternite, quella di Santa Croce, e quella di Santa Maria del Borgo: entrambe possiedono delle macchine, ossia delle statue lignee che venivano portate in processione al Corpus Domini e alle feste venticinquennali di Santa Croce: lo scopo di tali confraternite è il mantenimento in buono stato delle chiese presso le quali sono costituite. Tuttavia, a seguito della generale diminuzione d'interesse verso le pratiche religiose, e del progressivo invecchiamento della popolazione, dette confraternite, in particolare quella di Santa Maria del Borgo, sopravvivono solo più come associazioni cattoliche, non organizzando più processioni con le macchine.
Oltre al culto cattolico, a Lanzo è anche presente una chiesa evangelica, in cui vengono celebrate le funzioni festive, ed una Sala del Regno dei Testimoni di Geova che fa da riferimento per i credenti di Lanzo e delle Valli.

### Istituzioni, enti e associazioni

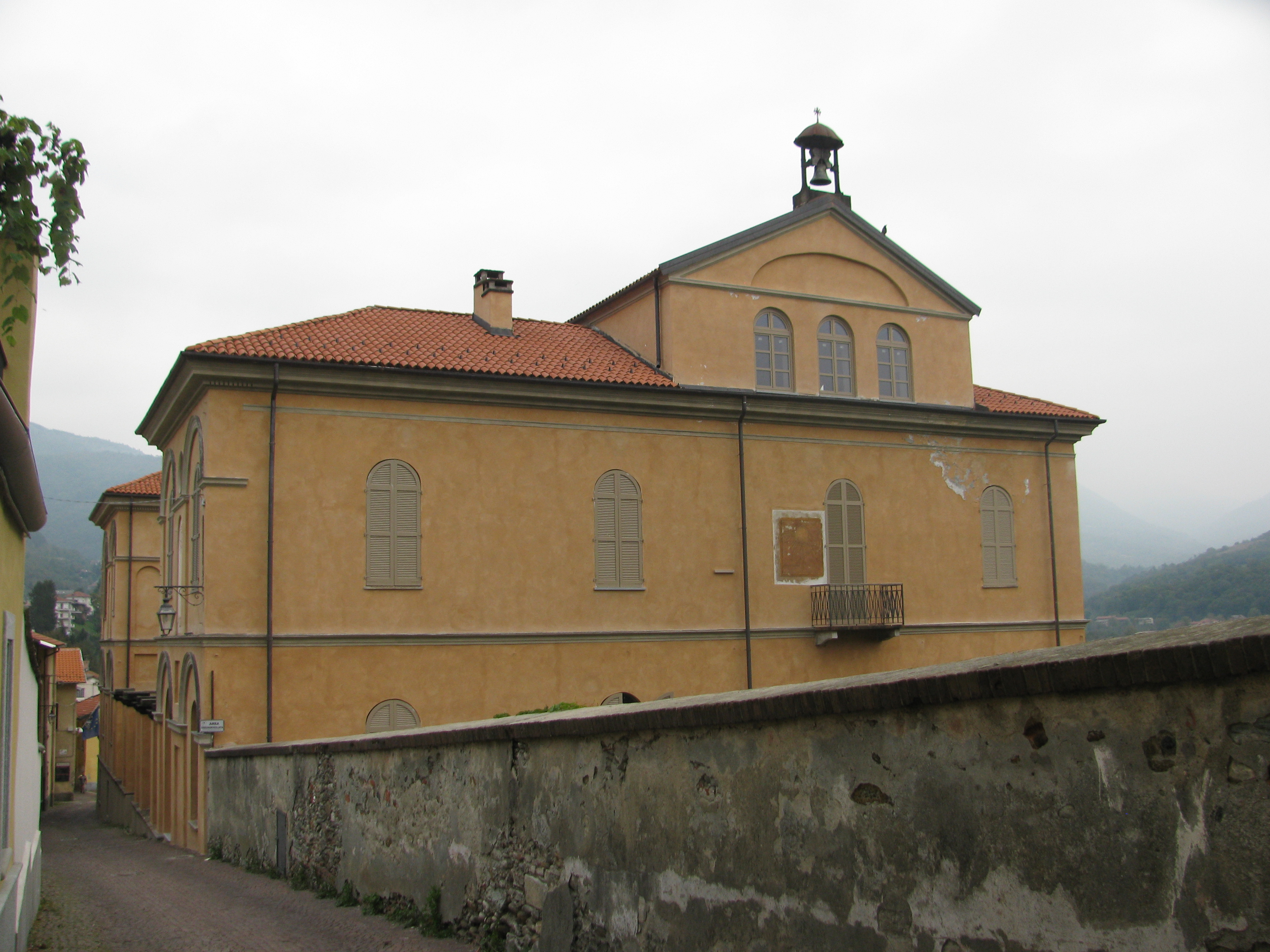
Ex ospedale Mauriziano

Sin dall'epoca medievale Lanzo fu sede di un ospedale. Il primo di cui si ha memoria era già edificato nel '300, nell'attuale chiesa di Santa Croce, al di fuori della cinta muraria. L'ospedale di Lanzo vero e proprio, venne fondato nel 1769 da Giuseppe Ottavio Cacherano d'Osasco della Rocca, marchese di Lanzo, all'interno del borgo vecchio e, su decreto di Carlo Emanuele III di Savoia, venne affidato all'ordine mauriziano. L'edificio originario, più volte ampliato, venne completamente ricostruito su disegno dell'ingegner Carlo Bernardo Mosca sotto il regno di Carlo Alberto. L'edificio storico, divenuto col tempo carente di spazi e di dotazioni tecniche, venne sostituito nel 1983 dall'attuale ospedale (ex-Mauriziano) costruito sulla collina di Oviglia, ora facente parte del Presidio Ciriè-Lanzo.
Lanzo è sede di una stazione dei Carabinieri, di una compagnia della Guardia di Finanza e di un distaccamento dei Vigili del fuoco volontari.

## Cultura
(Ines Poggetto, Splùe)

### Istruzione

#### Biblioteche
Inaugurata a novembre del 1970, la Biblioteca civica "Augusto Cavallari Murat" è situata nell'edificio adiacente alla Torre civica "Aymone di Challant", anticamente la casa delle guardie di presidio della torre stessa, ed è Centro rete del Sistema bibliotecario delle Valli di Lanzo, coordinando le biblioteche dei comuni delle Valli di Lanzo. La costruzione, su 4 piani, contiene oltre 35.000 volumi; particolarmente importante è la sezione che conserva testi specifici su Lanzo e le sue Valli. Al suo interno vi ha la sua sede la Società storica delle Valli di Lanzo, associazione culturale fondata il 31 agosto 1946 da Giovanni Donna d'Oldenico, con lo scopo precipuo di far conoscere i valori storici, artistici, culturali, socio-economici e turistici delle Valli di Lanzo, mercé le diverse forme di comunicazione.

#### Scuole
Nel comune di Lanzo sono presenti cinque scuole di ogni ordine e grado. La struttura scolastica principale è l'Istituto di Istruzione Superiore Federico Albert.

#### Musei
- Ecomuseo Storico dell'alpinismo delle Valli di Lanzo
- Museo mineralogico delle Valli di Lanzo
- Museo dell'utensileria Silmax

Altri spazi museali attivi nel territorio comunale sono:

##### Centro di documentazione "Nicola Grosa"
Il Centro di documentazione di storia contemporanea e della Resistenza "Nicola Grosa", nato su iniziativa di Ines Poggetto nel 1975, mantiene al suo interno documenti e pubblicazioni di storia contemporanea. Ha inoltre la finalità di promuovere iniziative, dibattiti, e la diffusione di materiale divulgativo, su argomenti di storia contemporanea, con particolare riguardo al periodo delle guerre mondiali. Il Centro di documentazione venne intitolato a Nicola Grosa, figura di spicco della Resistenza nelle Valli di Lanzo, nel 1995, e sin dal 1985, è parte del Sistema bibliotecario delle Valli di Lanzo.
Nella sua sede sono esposti bandiere, manifesti, modellini e plastici che si riferiscono ai momenti storici di cui il Centro vuole preservare la memoria. La collaborazione con l'Istoreto, e la presenza di un Comitato scientifico garantiscono l'autenticità dei documenti.
La sua importanza è anche testimoniata dal fatto, che il "Nicola Grosa" è centro-rete del progetto "La memoria delle Alpi", una rete transfrontaliera di centri di documentazione del territorio alpino occidentale durante la seconda guerra mondiale.

##### Museo dell'arte tessile lanzese
Il Museo etnografico-laboratorio dell'arte tessile è stato inaugurato il 20 giugno 2009 ed è situato nel seicentesco palazzo degli Estensi, ex istituto delle Suore Immacolatine. Lo scopo dell'istituzione è quella di preservare il ricordo, e di favorire la riscoperta e la riproposta, delle attività manuali della tradizione lanzese. Il museo è suddiviso in due sezioni: nella prima sono spiegate ed illustrate le diverse fasi della lavorazione della lana, e la sua tessitura (vi si trova esposto un telaio del XIX secolo perfettamente funzionante); la seconda sezione è dedicata all'arte popolana lanzese, o "Lavoro di Lanzo", una particolare tecnica di ricamo nata in città nel primo decennio del Novecento, e consistente nella realizzazione di semplici elementi ad uncinetto (fiori, foglie, fettucce) che vengono poi cuciti su una tela grezza, spesso rigata, chiamato trogiu, a comporre arazzi, tappeti o simili.

### Cucina

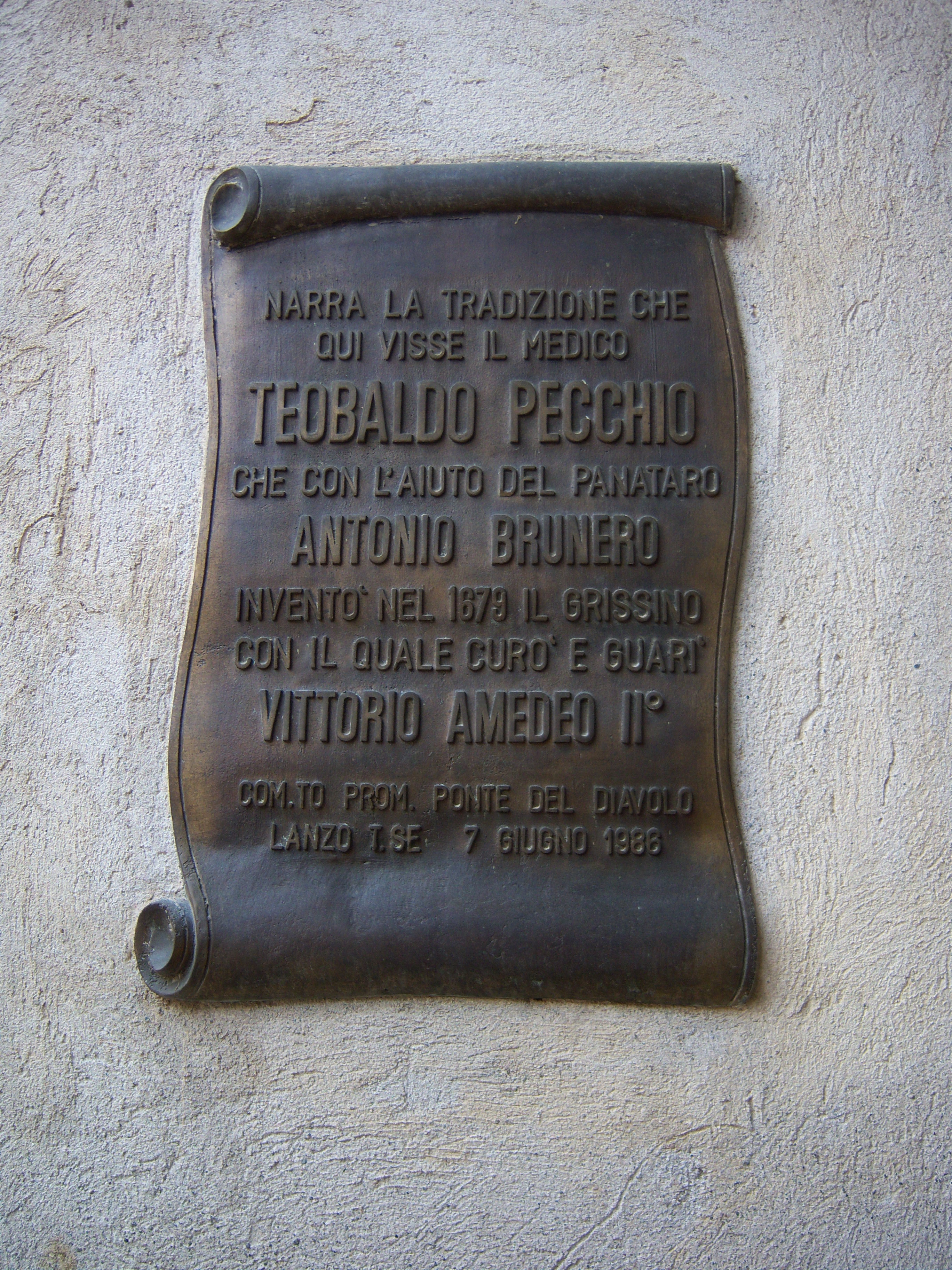
La targa che ricorda l’invenzione del grissino.

La tradizione vuole che nel 1679 il medico lanzese Teobaldo Pecchio, aiutato dal panettiere Antonio Brunero, inventasse il ghërsin, in italiano, grissino. Pecchio fece cuocere dal panettiere Brunero un pane molto sottile, croccante e facile da digerire, per curare la gracilità e l’inappetenza del giovane Vittorio Amedeo II di Savoia. Questa scoperta, che è commemorata a Lanzo da una targa posta all’esterno della casa in cui viveva il medico Pecchio, si è poi diffusa in tutto il mondo con innumerevoli varianti.

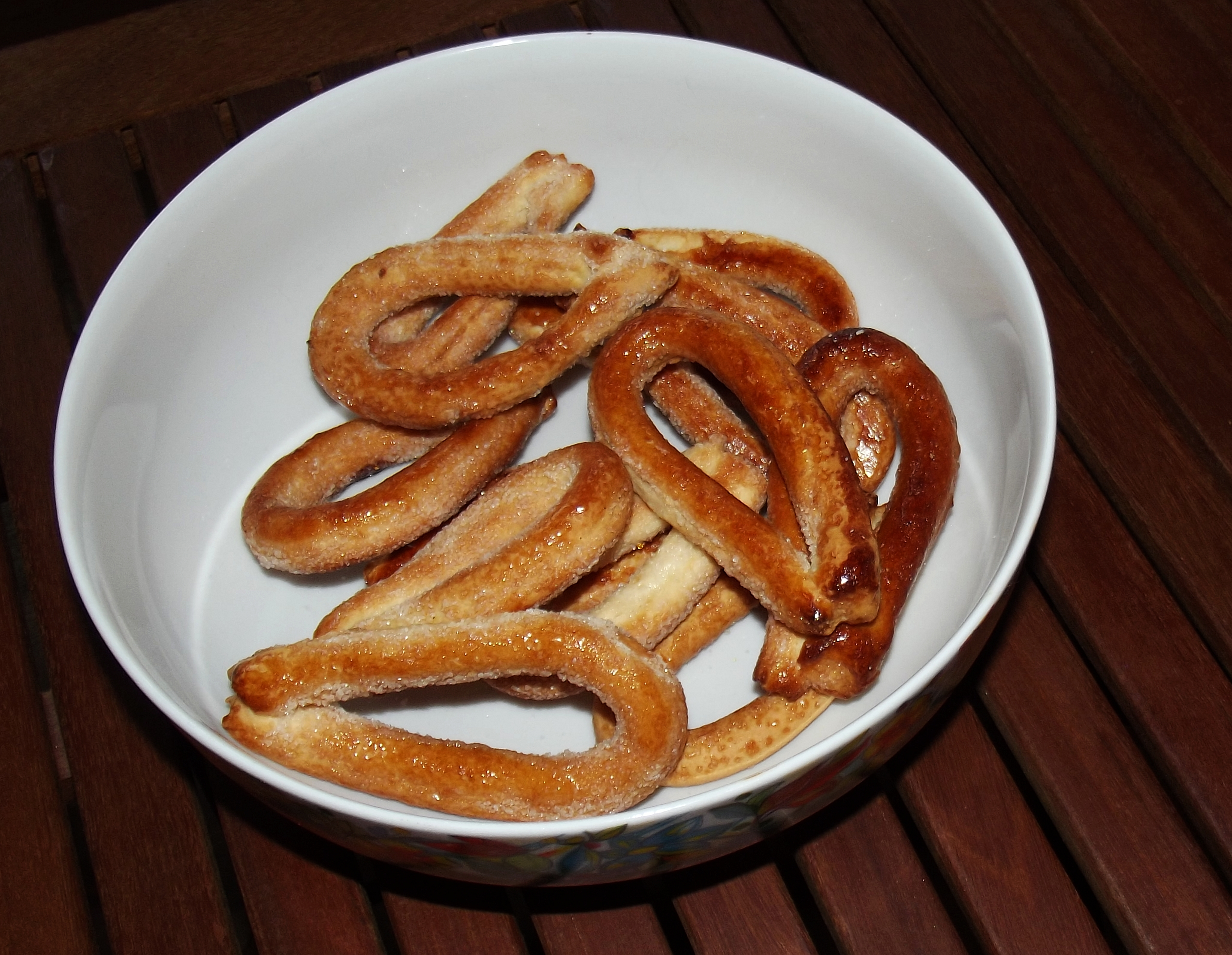
Torcetti di Lanzo

Molto noti sono anche i torcetti di Lanzo, considerati da alcuni una variante dolce dei grissini. I torcetti sono piccoli biscotti fatti con una striscia arrotolata di pasta ricoperta da una superficie caramellata. L'impasto tradizionale dei torcetti contiene il burro. I torcetti sono stati inseriti dalla Provincia di Torino tra i prodotti del Paniere dei Prodotti Tipici della Provincia di Torino, una raccolta di prodotti enogastronomici locali, fatti in maniera artigianale da produttori locali, appartenenti alla tradizione storica locale, e prodotti con materie prime locali.
Altro prodotto tipico della zona di Lanzo è la toma di Lanzo, una variante della toma piemontese prodotta negli alpeggi e nei pascoli delle valli. Anch'esso inserito tra i prodotti del Paniere dei Prodotti Tipici della Provincia di Torino, si tratta di un formaggio di latte vaccino intero e crudo che, una volta nelle forme, viene pressato. La stagionatura minima è di 60 giorni e le forme, cilindriche, pesano tra i 6 e gli 8 chili.

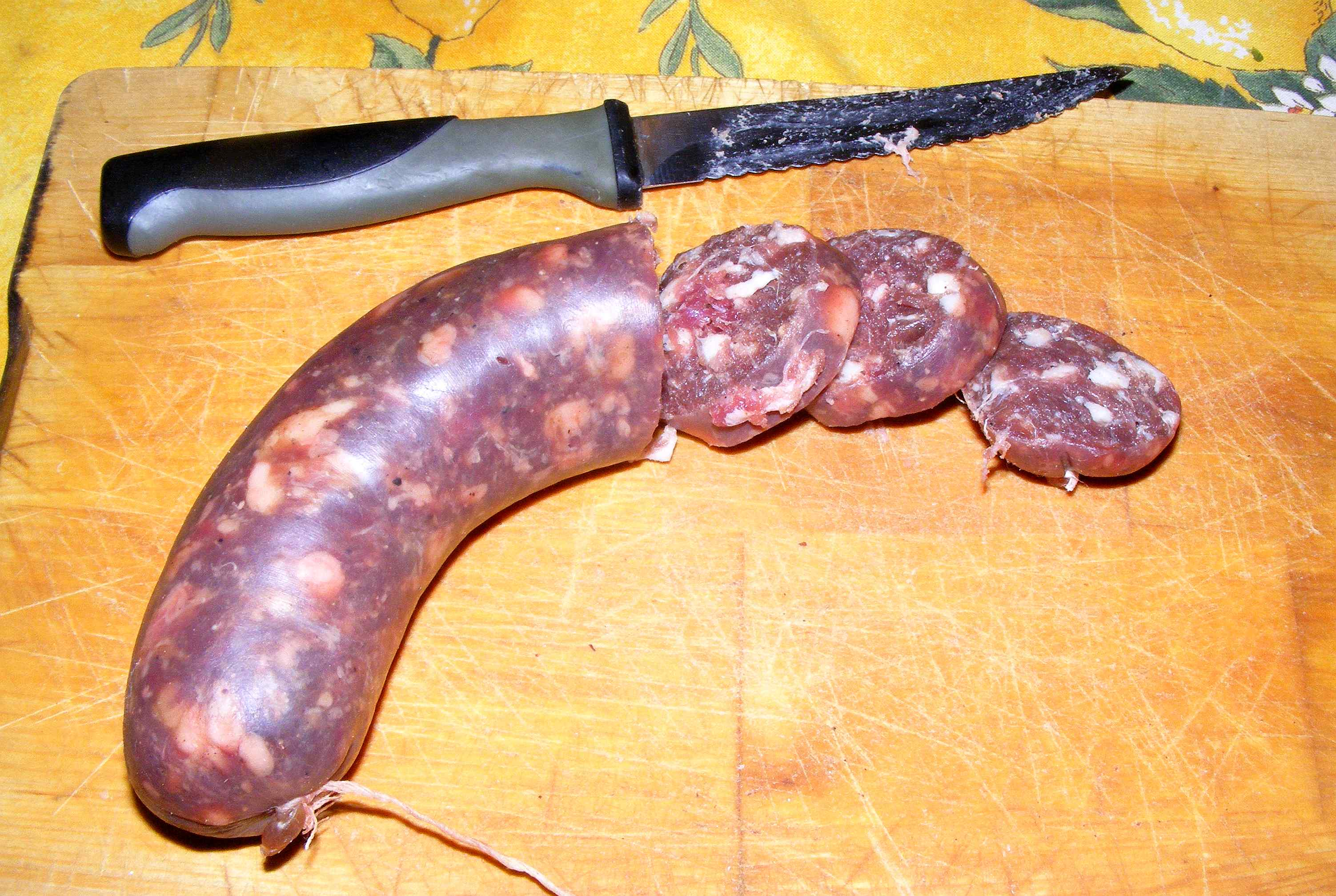
Salame di turgia

Anche il salame di turgia ha le sue origini nella zona lanzese, ed è un salame morbido, ottenuto da carni di vacche non più in età riproduttiva (turge, in piemontese) con aggiunta di lardo, pepe e spezie, e insaccato nel budello bovino. Data la sua tipicità e peculiarità, anche questo alimento è inserito tra i prodotti del Paniere dei Prodotti Tipici della Provincia di Torino. Si consuma crudo oppure bollito, tenendo però presente che, con la cottura, perde parte della sua caratteristica morbidezza.

## Geografia antropica

### Frazioni e località
Il territorio comunale, che si estende su una superficie di 10,37 chilometri quadrati è costituito, oltre che dal concentrico che si sviluppa attorno al borgo vecchio, dalle seguenti frazioni: Margaula, Colombaro, Brecco, Ovairo, Praile, Momello, Loreto, Cates, Oviglia, Fua, Grange, Monte Basso, Santa Lucia ed Eremo.

#### Oviglia
La frazione più grande e popolata di Lanzo è Oviglia, situata sulla collina a nord-est del concentrico, lungo la strada provinciale 729 che conduce a Coassolo San Pietro. La località è suddivisa in superiore ed inferiore. Ad Oviglia inferiore è stato costruito ed inaugurato nel 1983 il nuovo ospedale (ex-Mauriziano) di Lanzo, mentre ad Oviglia superiore vi è la cappella della frazione dedicata alla Madonna dell'Avvento, comunemente chiamata dai borghigiani "Madonna del Vento": la festa si celebra tradizionalmente la prima domenica di luglio.

#### Margaula
La frazione di Margaula, posta sulla collina ad ovest del concentrico, ha la peculiarità di essere raggiunta da una strada comunale che però parte dal comune di Germagnano. L'unico accesso alla frazione unicamente in territorio lanzese avviene da una mulattiera che risale la collina al di sopra della zona Fontana del Monte. Margaula, che è suddivisa in una zona in territorio lanzese, ed in una germagnanese, domina dall'alto l'abitato di Germagnano. La cappella della frazione, dedicata a san Giovanni Battista, e la cui festa si celebra la domenica più vicina al 24 giugno, è edificata in territorio lanzese, come la maggior parte delle abitazioni.

#### Brecco
Brecco (àl Brèch in piemontese) è forse la frazione più piccola di Lanzo. Situata sopra la località Loreto e sotto la frazione Ovairo, vanta solo una decina di famiglie. Fino agli anni '60, prima della costruzione di una carrozzabile, era raggiungibile solo attraverso un sentiero. Durante i festeggiamenti per la Madonna di Loreto i fuochi pirotecnici sono posti proprio al Brecco in modo da ampliarne e migliorarne la visibilità.

#### Ovairo
La frazione più elevata di Lanzo è posta sulle pendici di Punta Serena, un rilievo di 1.163 m s.l.m. che separa il territorio di Lanzo da quello di Monastero di Lanzo. Ovairo, che è servita da una strada comunale che si diparte dalla provinciale 30 di Sant'Ignazio nei pressi della cappella dei Santi Sebastiano e Lorenzo, è suddivisa anch'essa in Inferiore e Superiore. Nella borgata inferiore, che si sviluppa attorno ad un nucleo di case ottocentesche a 650 m s.l.m., vi è la cappella dedicata a san Bernardo (la cui festa è celebrata la domenica più vicina al 20 agosto); mentre in quella superiore, a 680 m s.l.m., vi sono le abitazioni più elevate di Lanzo, che la dominano dall'alto. La strada comunale, che termina poco oltre le ultime case della frazione, continua con dei sentieri che vengono utilizzati come percorsi da mountain bike, e che permettono di raggiungere Chiaves o Monastero.

#### Loreto
La zona circostante il santuario della Madonna di Loreto, a nord-ovest del concentrico del comune, e chiamata usualmente Loreto, si sviluppa lungo le vie Loreto e Mario Vindrola (sindaco di Lanzo negli anni '60),e prosegue lungo la strada provinciale che conduce a Coassolo San Nicolao e Monastero di Lanzo. Col passare degli anni, da borgata nettamente separata dal paese, sta subendo un'urbanizzazione via via crescente che la porterà a congiungersi, senza soluzione di continuità, con il borgo vecchio. La festa della borgata, che viene celebrata la seconda domenica di settembre, è la più ricca di attrazioni della città: la Madonna di Loreto è infatti la co-patrona di Lanzo.

#### Santa Lucia e Grange
La zona a sud del concentrico di Lanzo, che si dipana ai bordi della strada provinciale di Germagnano (che conduce a Cirié) e della ferrovia Torino-Ceres, è suddivisa dalla stessa linea ferroviaria tra Grange (la zona compresa tra la ferrovia e la Stura) e Santa Lucia (tra la ferrovia e la collina dell'eremo di Lanzo). Mentre la zona di Santa Lucia, che è servita da via Santa Lucia e dalla strada dell'Eremo, è completamente pianeggiante, ed è sviluppata attorno alla cappella che dà il nome alla frazione (la cui festa si tiene a metà dicembre e nella cui cappella viene celebrata settimanalmente la messa prefestiva), la zona delle Grange è al bordo della zona pianeggiante che poi degrada verso la Stura. La cappella di riferimento della zona delle Grange è la cappella privata di Santa Maria Maddalena, che è ubicata nei pressi della cartiera. Il centro polisportivo di Lanzo, edificato negli anni '70 sulle rive della Stura, è un complesso comprendente campi da calcio, da calcetto, palestre, una piscina, originariamente con vasche di lunghezza olimpica, ma poi ridotta, e riammodernata nei primi anni 2000), campi da beach volley, ed un bocciodromo. Accanto al centro polisportivo sorge anche il campeggio "Luigi Bergera", attrezzato per ospitare camper e roulotte.

## Economia
Sin dal 1219 a Lanzo si tiene il mercato ogni martedì dell'anno, mentre le fiere, che fino a metà Novecento erano sei all'anno, attualmente sono due, il secondo lunedì di maggio, ed il terzo lunedì di settembre. Vi prendono parte, di norma, più di cento espositori, con visitatori che giungono da tutte le Valli di Lanzo e dal basso Canavese.

### Industria
La vocazione industriale della città risale alla seconda metà del XIX secolo, periodo in cui sorsero due cotonifici, il cotonificio Remmert & Sottocornolo, ed il Cotonificio Valli di Lanzo. Il successo di queste due aziende si deve perlopiù alla vicinanza con la ferrovia Ciriè-Lanzo, che consentiva il trasporto del cotone grezzo e dei prodotti derivati.
In particolare, il cotonificio Remmert, ubicato nei pressi dell'originaria stazione di Lanzo, aveva un binario di raccordo tra la stazione e l'interno della fabbrica, che, passando al di sotto della strada per Oviglia, permetteva ai carri merci di entrare nello stabilimento. Nel Novecento la proprietà passò nelle mani del cotonificio Vallesusa, che negli anni '60 divenne ETI, dando lavoro ad oltre 600 addetti; la manifattura venne chiusa alla fine degli anni '80. L'edificio che la ospitava è ora sede di numerose piccole e medie aziende artigiane. 
Altre produzioni fiorenti a Lanzo nel secolo scorso, furono quelle meccanica di precisione. Il ferro, proveniente dalle miniere delle valli, veniva trasformato in attrezzi ed utensili e l'energia era fornita dalle acque del Tesso, un canale che azionava, lungo il suo percorso, mulini e fucine.
Ancora oggi, nonostante la roja dji Molin sia quasi del tutto 'tombata', le aziende meccaniche, seppur allontanatesi dal centro della cittadina, mantengono tuttora un posto di rilievo nell'ambito industriale lanzese.

### Turismo
Alla fine dell'800, in concomitanza con l'arrivo in città della ferrovia Torino-Lanzo, Lanzo divenne un centro di villeggiatura assai frequentato. Vennero costruite numerose ville in stile liberty ed art déco, da parte di agiate famiglie torinesi. Tale vocazione turistica, andata scemando nel corso della seconda metà del '900, ha ripreso vigore agli inizi del XXI secolo, da quando il parco del Ponte del Diavolo è entrato a far parte del corollario del parco regionale La Mandria, e numerosi turisti hanno ripreso a visitare la città. Diversi itinerari escursionistici si dipartono dal concentrico, tra i quali sono degni di segnalazione, in particolare:
- il sentiero che porta al santuario di Sant'Ignazio (altitudine 910 m s.l.m.).
- il sentiero che porta al monte Basso (altitudine 1355 m s.l.m.).

Lanzo è anche raggiunta da due piste ciclabili lunghe circa 35 km ognuna; interamente asfaltate e protette dal traffico automobilistico, consentono di raggiungere Torino attraverso strade secondarie che transitano per Balangero, Mathi, Villanova Canavese, Nole e Cirié, la prima, e per Balangero, Mathi, Grosso, Nole e Cirié, la seconda. A Ciriè le piste si unificano e permettono di arrivare a Caselle Torinese ed a Borgaro Torinese, ed infine al capoluogo.

## Infrastrutture e trasporti

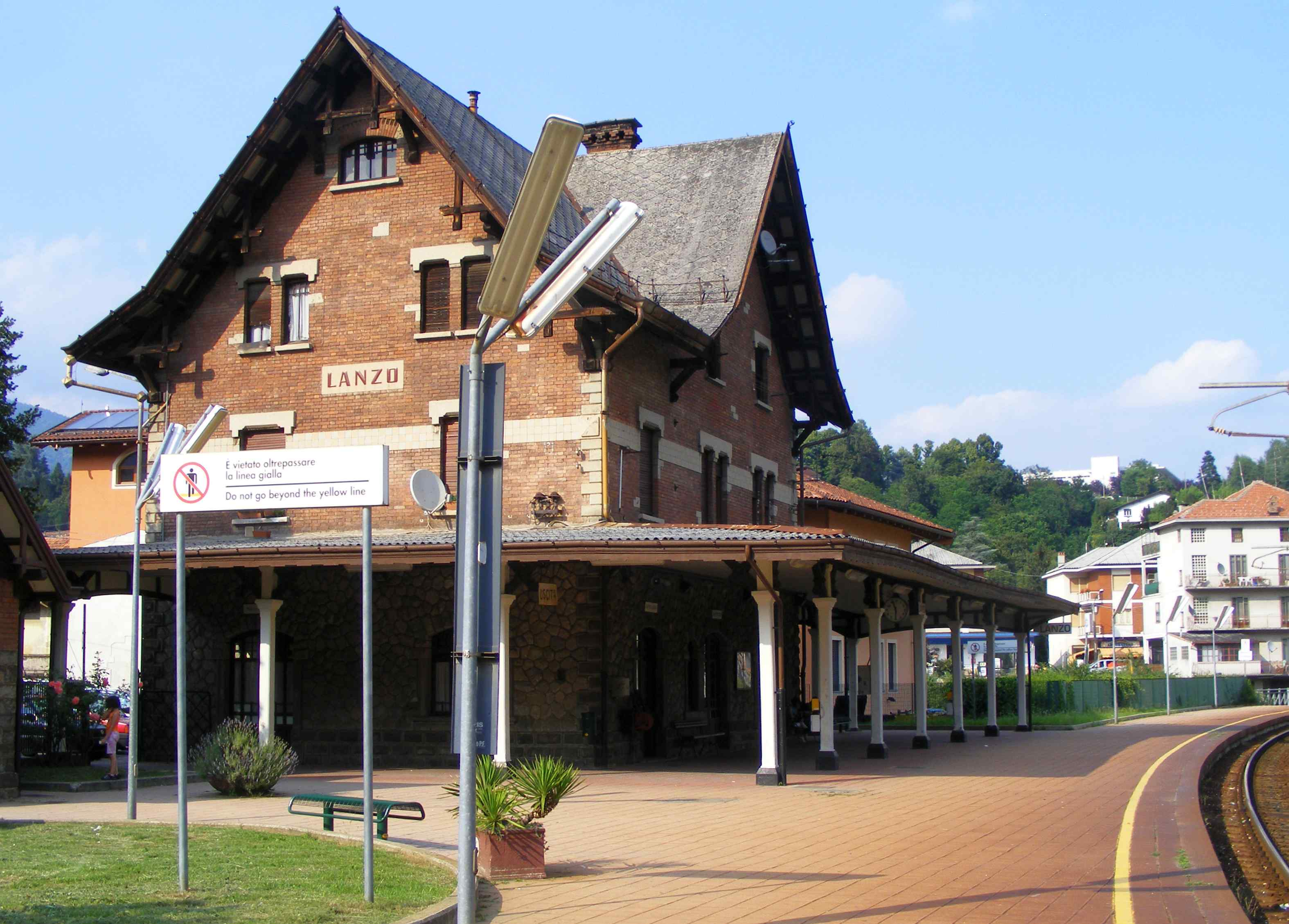
La stazione ferroviaria

### Strade
I collegamenti con la bassa ed alta valle sono garantiti unicamente da strade provinciali, in modo particolare dalle:
- SP 1 delle Valli di Lanzo, che la collega a Torino via Venaria Reale ed a Balme, ultimo paese della Val d'Ala;
- SP 2 di Germagnano, che la collega a Torino via Cirié ed alle Valli tramite Germagnano;
- SP 22 del Colle Forcola, che la collega a Cirié attraverso Coassolo Torinese e Corio;
- SP 30 di Sant'Ignazio, che la collega a Pessinetto passando per il santuario di Sant'Ignazio;
- SP 729 di Oviglia, che la collega a Coassolo San Pietro.

### Ferrovie
La città è servita dalla ferrovia Torino-Ceres, gestita da RFI/TRENITALIA (precedente era gestita daGTT)che consente il collegamento con Torino e l'alta valle tramite il servizio ferroviario metropolitano dalla stazione costruita nel 1913 in stile Liberty. Fino al 1916 la stazione di Lanzo, posta a valle del ponte Mosca, era stazione di testa della linea ferroviaria mentre, col prolungamento della linea, è diventata stazione passante.

## Amministrazione

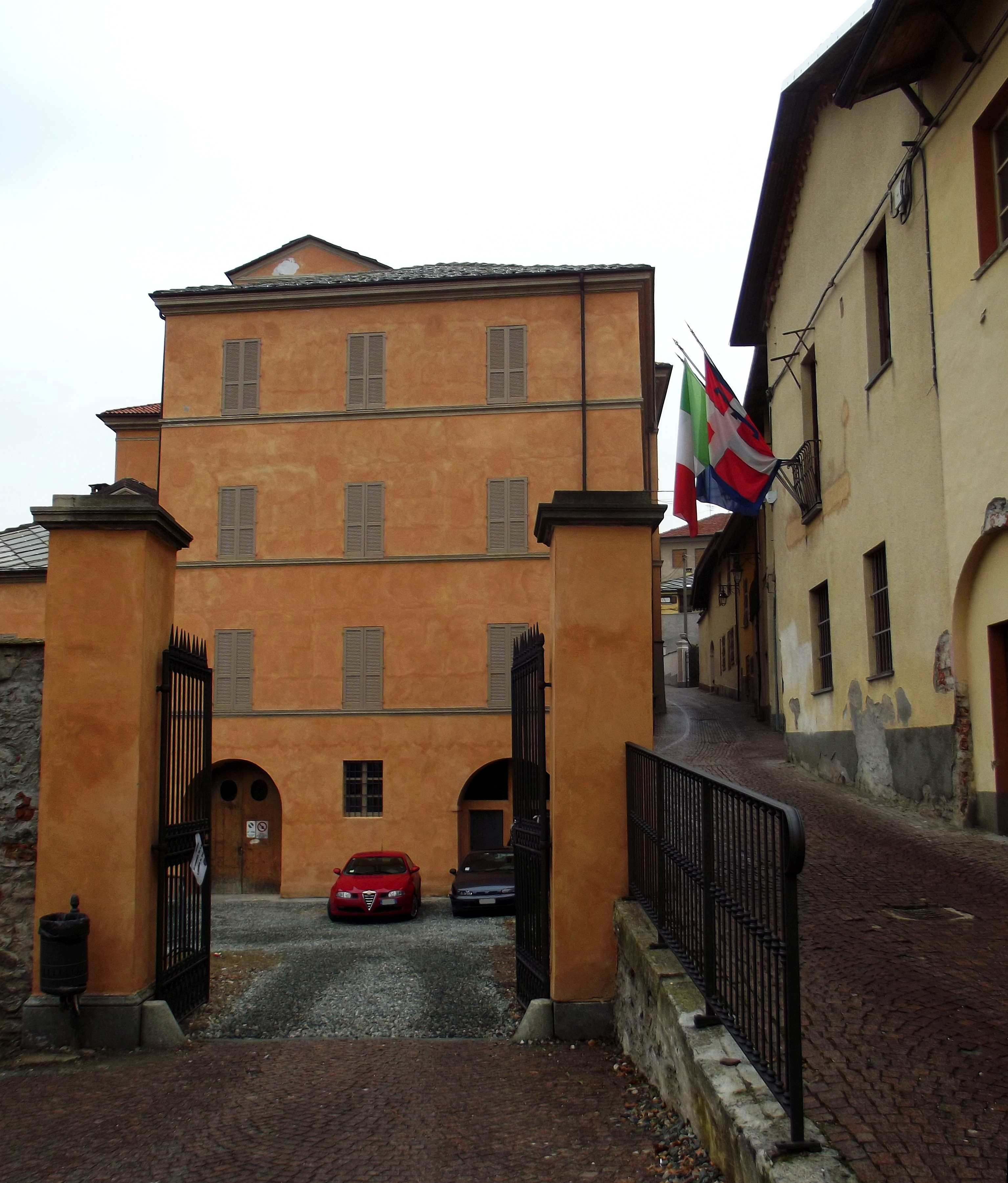
Il municipio

| Periodo | Periodo   | Primo cittadino             | Partito      | Carica  | Note       |
| ------- | --------- | --------------------------- | ------------ | ------- | ---------- |
| 1988    | 1993      | Leonardo Cianci             | lista civica | Sindaco |            |
| 1993    | 1997      | Andrea Filippin             | lista civica | Sindaco |            |
| 1997    | 2001      | Sergio Papurello            | lista civica | Sindaco |            |
| 2001    | 2006      | Andrea Filippin             | lista civica | Sindaco | I mandato  |
| 2006    | 2011      | Andrea Filippin             | lista civica | Sindaco | II mandato |
| 2011    | 2016      | Ernestina Assalto           | lista civica | Sindaco | I mandato  |
| 2016    | 2021      | Ernestina Assalto           | lista civica | Sindaco | II mandato |
| 2021    | in carica | Fabrizio Vottero Bernardina | lista civica | Sindaco | I mandato  |

### Altre informazioni amministrative
Il comune di Lanzo fa parte dell'''Unione dei Comuni montani delle Valli di Lanzo, Ceronda e Casternone, ex Comunità montana Valli di Lanzo, Ceronda e Casternone, di cui è il centro più popoloso, e presso il quale è basato il magazzino dei mezzi e delle attrezzature.

## Sport

### Calcio
La squadra di calcio di Lanzo Torinese è l’ASD La Nuova Lanzese. Squadra che dopo la scissione con il Mathi è ripartita dalla terza categoria nel stagione 2021/2022, riuscendo a conquistare la promozione. Attualmente i bianco rossi militano in seconda categoria, nella stagione 2023/2024 ha sfiorato la promozione in prima categoria perdendo ai play off. 
A livello di settore giovanile la Lanzese è famosa per i tanti giovani che riesce a far crescere. Vanta, tra tutte, di un campionato regionale vinto nella stagione 2023/2024.

### Futsal
Le squadre di calcio a 5 di Lanzo sono l'A.S.D. Val D'Lans, nata nel 2014, e la GMS Lanzo nata 3 anni più tardi. La Prima squadra della Val d'Lans nella stagione 2017/2018 ha partecipato al campionato di serie C1, piazzandosi al sesto posto. La società vanta anche un settore giovanile importante, ed è tra le prime massime realtà per numeri, nel panorama Piemontese. La GMS Lanzo è invece nata nel 2017 sotto l'ASD G-Mac Sport, ha come colori sociali il verde e il rosso, un pappagallo come simbolo e rappresenta una realtà in costante crescita che annovera tra le sue file tantissimi ragazzi e bambini.

### Pallavolo
La squadra di pallavolo femminile di Lanzo è la ASD Balamunt, nata nel 2013, attualmente iscritta ai campionati regionali FIPAV di serie D oltre che a numerosi campionati minori.

### Impianti sportivi
Lanzo possiede strutture sportive per la pratica di un gran numero di attività:
- Palestra "Sandro Pertini"[63]
- Piscina provinciale "Cav. Nino Stucchi"
- Campi da calcio a 11, a 8 ed a 5[64]
- Bocciodromo "Pietro Gardi"
- Palestre di roccia[65]